# Saint-Christophe-d'Aubigny
Saint-Christophe-d'Aubigny est une ancienne commune française du département de la Manche. 
En 1813, Saint-Martin-d'Aubigny (767 habitants) absorbe Saint-Christophe-d'Aubigny (198 habitants).

## Démographie
| 1793 | 1800 | 1806 |
| ---- | ---- | ---- |
| 191  | 163  | 198  |

### Liste des maires
| Période | Période | Identité | Étiquette | Qualité |
| ------- | ------- | -------- | --------- | ------- |

## Patrimoine

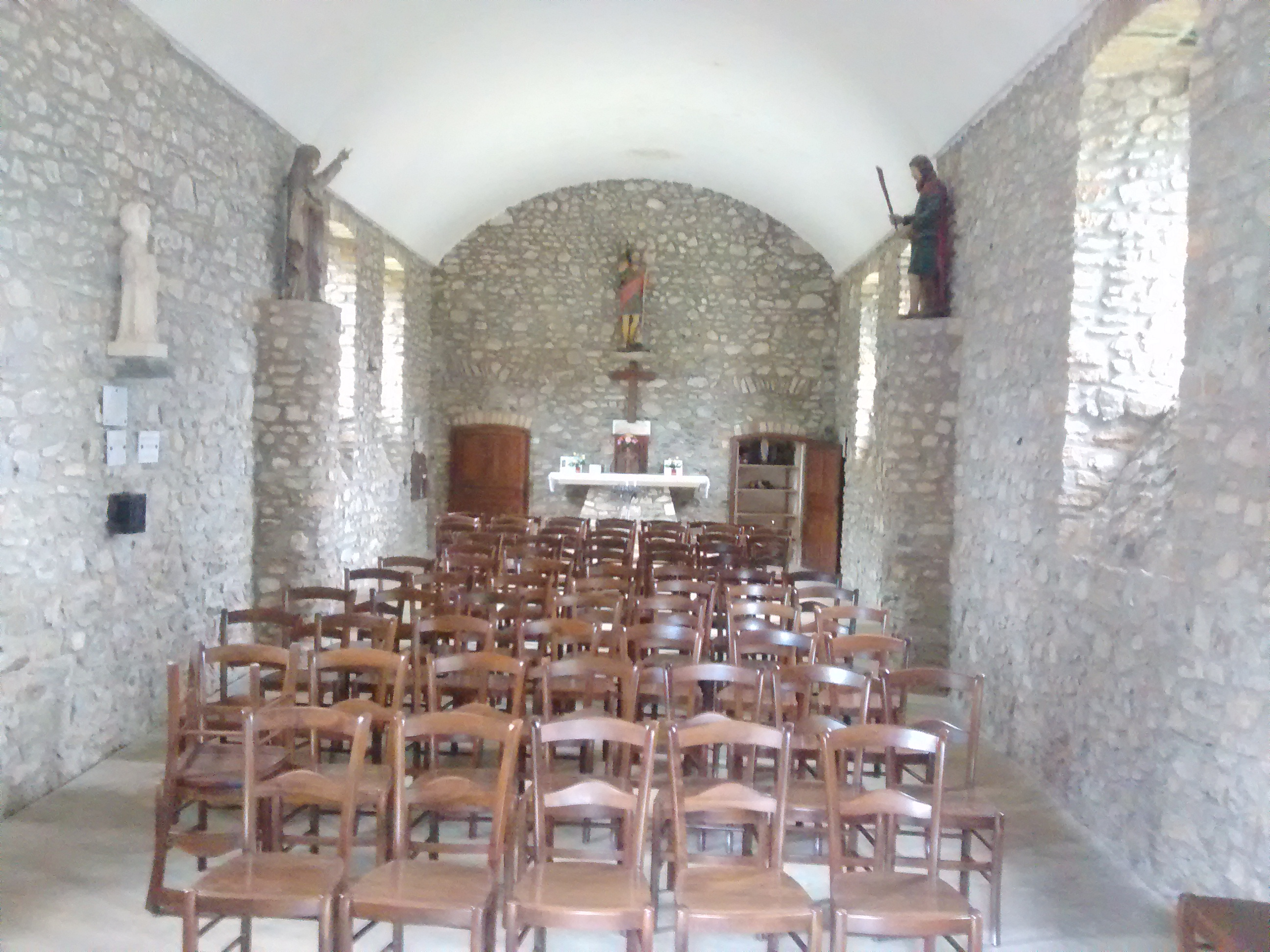
La nef

La chapelle date vraisemblablement du XIIIe siècle. Elle était un lieu de pèlerinage à Saint Christophe et à Saint Jean le Fort. Le pèlerinage fut interrompu en 1917 car la chapelle entièrement découverte était devenue impropre au culte. En 1936, il ne restait que les murs et le campanile, le tout envahi par la végétation.
En 1949, sous l’impulsion de l’abbé Roblin, le pèlerinage est rétabli. La chapelle fut rénovée par une équipe de bénévoles de 1975 à 1979. 